# Râul Dobricu
Râul Dobricu sau Râul Dobric este un curs de apă, în județul Maramureș, afluent al râului Lăpuș. 

## Hărți
- Harta județului Maramureș
- Harta muntii Gutâi  Arhivat în 4 martie 2016, la Wayback Machine.